# عشرة أيام هزت العالم
عشرة أيام هزّت العالم كتاب للكاتب الأمريكي والاشتراكي جون ريد وقد كتبه عام 1919 وعرض فيه بشكل تفصيلي وتسجيلي لأهم الأحداث التي عاشتها الثورة الروسية الكبرى وبالتحديد في الفترة العصبية ما بين 16 و26 تشرين الأول/أكتوبر 1917.

كان جون ريد عام 1919 من مؤسسي حزب العمال الشيوعي في الولايات المتحدة (والذي سمي لاحقاً الحزب الشيوعي الأمريكي) وتوفي في عام 1920، بعد وقت قصير من الانتهاء من الكتاب، بمرض التيفوس في روسيا السوفيتية ودفن في الساحة الحمراء في موسكو. ويعتبر هذا الكتاب أهم مصدر ومرجع لأحداث تلك الثورة التي اتت بالنظام الاشتراكي لأول مرة في التأريخ.

## فكرة وخلقه
الكتاب عبارة عن فيلم تسجيلي وعن سرد مشوق لشاهد عاش هذه الأحداث التي غيرت مجرى التاريخ العالمي وتعاطف معها. ولم يكتف المؤلف بعرض ما شاهده بأم عينه بل حاول في الفصلين الأولين ان يذكر باختصار بجذور ثورة أكتوبر واسبابها المباشرة، ويركز جون ريد في هذين الفصلين التمهيديين على عملية انهيار الاقتصاد وتفكك الجيش وهما ظاهرتان تعودان بجذروهما، حسب رأيه، إلى 1915 ويتحمل مسؤولية تدميرها المحيط القريب للقصير، وهو محيط معاد لسياسته الرامية إلى عقد صلح منفرد مع ألمانيا.

## نقد
وصف لينين هذا الكتاب، في المقدمة التي التي وضعها له،‌ بأنه يعتبر العرض الأكثر صدقاً والأكثر حيوية للأحداث التي تساعد على فهم «حقيقة الثورة البرولتارية وحقيقة دكتاتورية البرولتارية».

## روابط خارجية
- عشرة أيام هزت العالم على موقع الموسوعة البريطانية (الإنجليزية)